# ランディ・ロサリオ
- ランディ・ロザリオ

ランディ・ミゲル・ロサリオ・ルペロン（Randy Miguel Rosario Luperon、1994年5月18日 - ）は、ドミニカ共和国マリア・トリニダー・サンチェス州ナグア出身のプロ野球選手（投手）。左投左打。

## 経歴

### プロ入りとツインズ時代

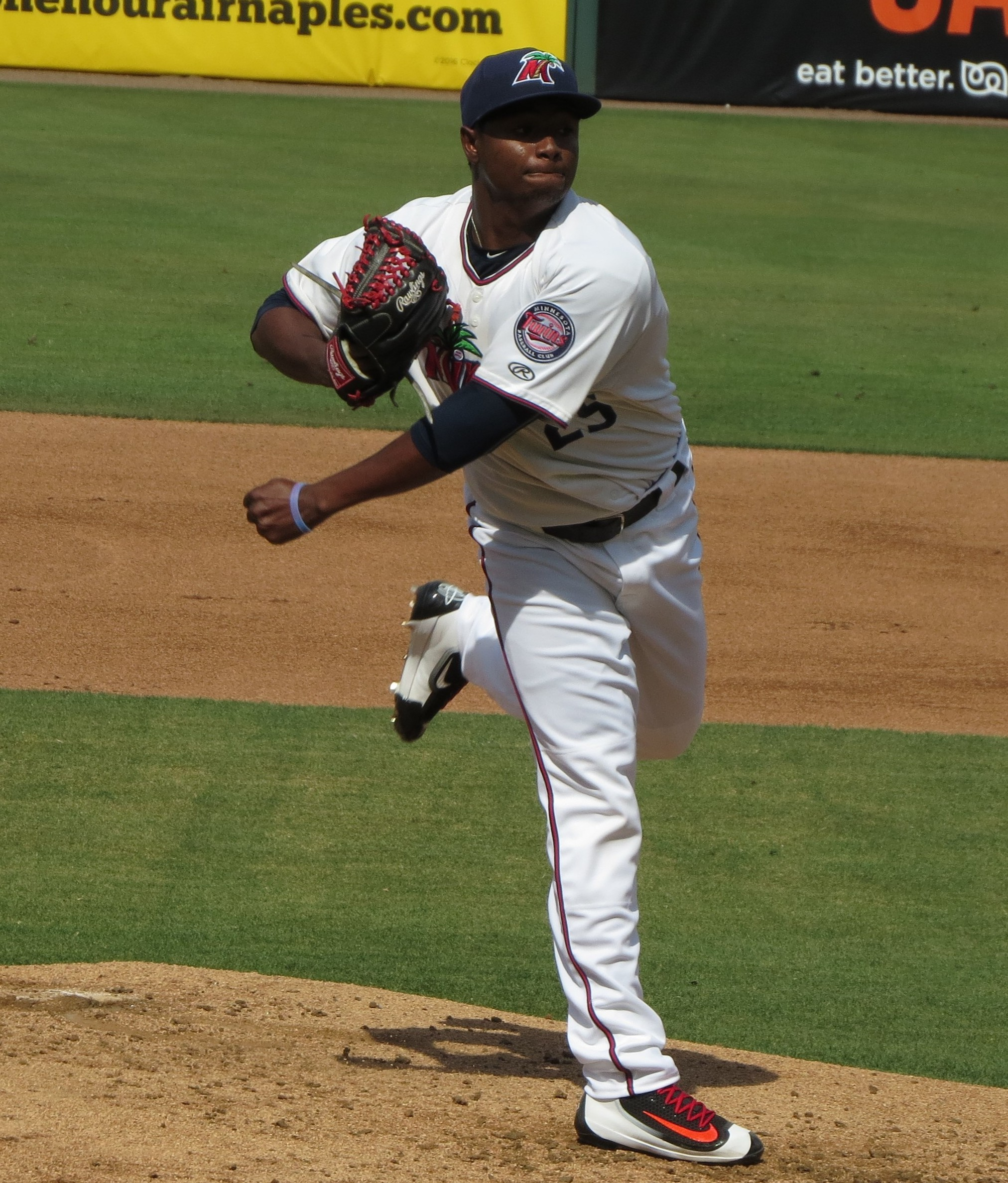
A+級フォートマイヤーズ時代
(2016年4月23日)

2010年にアマチュアフリーエージェントでミネソタ・ツインズと契約金85,000ドルで契約した。
2011年5月28日にルーキー級ドミニカン・サマーリーグ・ツインズでプロデビュー。このシーズンは同チームで8先発・5救援・35.0回を投げて、2勝4敗、防御率3.86を記録した。
2012年は同じくルーキー級のガルフ・コーストリーグ・ツインズに配転。このシーズンは同チームで7先発・3救援・38.1回を投げて、2勝1敗、防御率1.64を記録した。
2013年はルーキー級エリザベストン・ツインズに昇格。このシーズンは同チームで9先発・44.2回を投げて、4勝3敗、防御率2.82を記録した。
2014年はA級シーダーラピッズ・カーネルズに昇格したが、開幕直後の4月にトミー・ジョン手術を受け、以後このシーズンの出番はなかった。シーズン成績は3先発・11.2回を投げて、0勝1敗、防御率5.40を記録した。
2015年6月23日にルーキー級ガルフ・コーストリーグ・ツインズで復帰、7月にカーネルズに復帰した。このシーズンは両チーム合計で12先発・1救援・61.2回を投げて、3勝6敗、防御率3.06を記録した。シーズン後にロサリオはツインズの40人枠に追加された。
2016年はA+級フォートマイヤーズ・ミラクルで開幕を迎え、8月にAA級チャタヌーガ・ルックアウツに昇格。7月までは先発として起用され、8月以降は救援として起用された。このシーズンは両チーム合計で16先発・9救援・100.1回を投げて、6勝7敗、防御率3.77を記録した。
2017年はAA級チャタヌーガで開幕を迎えた。6月1日にメジャー昇格し、翌2日のロサンゼルス・エンゼルス戦で救援登板してメジャーデビュー。この試合では2.0回を投げてダニー・エスピノーサからの被弾などで3失点し、勝ち負けはつかなかった。メジャー2回目の登板となった6月6日のシアトル・マリナーズ戦で0.1回を投げて5失点した。この試合の翌日にAA級チャタヌーガに降格し、シーズン終了まで所属した。このシーズンはマイナーで32救援で57.1回を投げて1勝0敗1セーブ、防御率4.08、メジャーでは2救援で2.1回を投げて防御率30.86を記録した。

### カブス時代
2017年11月3日にウェイバー公示を経てシカゴ・カブスへ移籍した。17-18年のウィンターリーグ期間でリーガ・デ・ベイスボル・プロフェシオナル・デ・ラ・レプブリカ・ドミニカーナ（LIDOM）のヒガンテス・デル・シバオに所属した。
2018年は傘下のAAA級アイオワ・カブスで開幕を迎えた。5月18日にメジャー昇格し、5月22日の再降格した。5月26日に再度メジャー昇格。5月27日のサンフランシスコ・ジャイアンツ戦で救援登板し、メジャー初勝利を挙げた。8月2日に再びマイナー降格し、8月3日にメジャー再昇格、8月10日に再降格、8月17日にメジャー再昇格。9月13日のワシントン・ナショナルズ戦でメジャー初セーブを挙げた。このシーズンの成績はマイナーで15救援・22.2回を投げて防御率0.79、メジャーで44救援・46.2回を投げて4勝0敗1セーブ、防御率3.66を記録した。チームはワイルドカードに進出したが、出番はなかった。
2019年はメジャーで開幕を迎えた。9月9日にDFAとなった。

### ロイヤルズ時代
2019年9月12日にウェイバー公示を経てカンザスシティ・ロイヤルズへ移籍した。
2020年9月3日にDFAとなり、6日にマイナー契約となった。

### 中日時代
2020年12月3日に中日ドラゴンズとの契約に合意したことが球団より発表された。背番号は42。推定年俸5000万円。
2021年5月28日にリリーフとして一軍初登板を果たした。9試合に登板し、防御率3.00を記録していたが、7月5日に出場登録を抹消された。オフの10月7日に球団より戦力外通告を受けた。

### 中日退団後
2022年は、メキシカンリーグのサルティーヨ・サラペメーカーズでプレーした。

## 投球スタイル
最速97mph、平均93mphの速球（シンカー、フォーシーム）と平均86mphのスライダーが武器である。

## 詳細情報

### 年度別投手成績
| 年 度    | 球 団    | 登 板 | 先 発 | 完 投 | 完 封 | 無 四 球 | 勝 利 | 敗 戦 | セ 丨 ブ | ホ 丨 ル ド | 勝 率 | 打 者 | 投 球 回 | 被 安 打 | 被 本 塁 打 | 与 四 球 | 敬 遠 | 与 死 球 | 奪 三 振 | 暴 投 | ボ 丨 ク | 失 点 | 自 責 点 | 防 御 率 | W H I P |
| -------- | -------- | ----- | ----- | ----- | ----- | -------- | ----- | ----- | -------- | ----------- | ----- | ----- | -------- | -------- | ----------- | -------- | ----- | -------- | -------- | ----- | -------- | ----- | -------- | -------- | ------- |
| 2017     | MIN      | 2     | 0     | 0     | 0     | 0        | 0     | 0     | 0        | 0           | ----  | 15    | 2.1      | 7        | 1           | 0        | 0     | 1        | 2        | 0     | 0        | 8     | 8        | 30.86    | 3.00    |
| 2018     | CHC      | 44    | 0     | 0     | 0     | 0        | 4     | 0     | 1        | 8           | 1.000 | 200   | 46.2     | 47       | 5           | 22       | 2     | 0        | 30       | 1     | 0        | 22    | 19       | 3.66     | 1.48    |
| 2019     | CHC      | 13    | 0     | 0     | 0     | 0        | 1     | 0     | 0        | 0           | 1.000 | 49    | 10.2     | 12       | 2           | 5        | 0     | 0        | 10       | 2     | 0        | 8     | 7        | 5.91     | 1.59    |
| 2019     | KC       | 6     | 0     | 0     | 0     | 0        | 1     | 0     | 0        | 0           | 1.000 | 14    | 3.2      | 3        | 0           | 0        | 0     | 0        | 3        | 1     | 0        | 1     | 0        | 0.00     | 0.82    |
| '19計    | KC       | 19    | 0     | 0     | 0     | 0        | 2     | 0     | 0        | 0           | 1.000 | 63    | 14.1     | 15       | 2           | 5        | 0     | 0        | 13       | 3     | 0        | 9     | 7        | 4.40     | 1.40    |
| 2020     | KC       | 4     | 0     | 0     | 0     | 0        | 0     | 1     | 0        | 0           | .000  | 21    | 3.1      | 7        | 1           | 3        | 0     | 1        | 4        | 1     | 0        | 3     | 3        | 8.10     | 3.00    |
| 2021     | 中日     | 9     | 0     | 0     | 0     | 0        | 0     | 0     | 0        | 0           | ----  | 40    | 9.0      | 8        | 1           | 6        | 0     | 2        | 3        | 1     | 0        | 4     | 3        | 3.00     | 1.56    |
| MLB：4年 | MLB：4年 | 69    | 0     | 0     | 0     | 0        | 6     | 1     | 1        | 8           | .857  | 299   | 66.2     | 76       | 9           | 30       | 2     | 2        | 49       | 5     | 0        | 42    | 37       | 5.00     | 1.59    |
| NPB：1年 | NPB：1年 | 9     | 0     | 0     | 0     | 0        | 0     | 0     | 0        | 0           | ----  | 40    | 9.0      | 8        | 1           | 6        | 0     | 2        | 3        | 1     | 0        | 4     | 3        | 3.00     | 1.56    |

- 2021年度シーズン終了時

### 年度別守備成績
| 年 度 | 球 団 | 投手（P） | 投手（P） | 投手（P） | 投手（P） | 投手（P） | 投手（P） |
| 年 度 | 球 団 | 試 合     | 刺 殺     | 補 殺     | 失 策     | 併 殺     | 守 備 率  |
| ----- | ----- | --------- | --------- | --------- | --------- | --------- | --------- |
| 2017  | MIN   | 2         | 0         | 0         | 0         | 0         | ----      |
| 2018  | CHC   | 44        | 4         | 3         | 0         | 0         | 1.000     |
| 2019  | CHC   | 13        | 1         | 2         | 0         | 0         | 1.000     |
| 2019  | KC    | 6         | 0         | 1         | 0         | 0         | 1.000     |
| '19計 | KC    | 19        | 1         | 3         | 0         | 0         | 1.000     |
| 2020  | KC    | 4         | 0         | 0         | 0         | 0         | ----      |
| 2021  | 中日  | 9         | 0         | 0         | 0         | 0         | ----      |
| MLB   | MLB   | 69        | 5         | 6         | 0         | 0         | 1.000     |
| NPB   | NPB   | 9         | 0         | 0         | 0         | 0         | ----      |

- 2021年度シーズン終了時

### 記録
初記録
- 初登板：2021年5月28日、対北海道日本ハムファイターズ1回戦（札幌ドーム）、7回裏に3番手で救援登板、1回無失点
- 初奪三振：2021年6月4日、対オリックス・バファローズ1回戦（バンテリンドーム ナゴヤ）、9回表に頓宮裕真から空振り三振

### 背番号
- 60（2017年）
- 47（2018年 - 2019年9月8日）
- 43（2019年9月15日 - 2020年）
- 42（2021年）